# Саша Крстић
Саша Крстић (Сурдулица, СФРЈ, 1. фебруар 1982) је српски музичар, трубач ромског порекла, шампион Гуче, један од најбољих трубача са Балкана. Заједно са оркестром који је основао и предводи, освојио је бројне домаће признате награде и признања.

## Биографија
Саша Крстић је рођен у Сурдулици. Детињство је провео у свом родном селу Загужање, где су пали први тонови трубе.
Саша је одмалена показивао свој таленат, што су увидели разни мајстори трубе. Научио је свирати трубу од свог оца и деда, па је често с њима ишао и свирао.
Једина и права играчка била му је његова труба, његов нераздвојни пријатељ.
Завршио је средњу школу у Сурдулици. Након дугогодишњег напорног рада, константног вежбања и бескрајне афирмације у доби од 18 година, он постаје шеф оркестра.
Саша и његов оркестар учествовали су на разним манифестацијама као и на бројним такмичењима. Пропутовао је пола Европе са својим оркестром, а такође је свирао са разним успешним именима из света музике.
Након што је на Драгачерском сабору трубача узастопно побеђивао четири пута, додељена му је титула "Шампион трубе" и самим тим више нема права да се такмичи, што представља круну његове каријере.
Ожењен је и има двоје деце.

## Награде и признања
Саша је освоји више награда међу којима су од најзначајнијих:
- Зајечарско лето 2009
- Власинско лето 2012
- Драгачевски сабор - прва труба 2014
- Драгачевски сабор - прва труба 2015
- Драгачевски сабор - прва труба 2016
- Драгачевски сабор - Шампион трубе 2017